# Dichtblüten-Betonie
Die Dichtblütige Betonie (Betonica hirsuta), auch Rauhaarige Betonie, Alpen-Betonie, oder Zottige Betonie genannt ist eine Pflanzenart aus der Gattung der Betonien (Betonica) innerhalb der Familie der Lippenblütler (Lamiaceae).

## Beschreibung und Ökologie

### Unterscheidung zu anderen Arten
Die Dichtblütige Betonie kann von der sehr variablen Echten Betonie (Betonica officinalis), von der zudem zahlreiche infraspezifische Taxa beschrieben wurden, aufgrund der dichten Behaarung, einer großen Blüte sowie den im Blütenstand immer fehlenden Verzweigungen leicht unterschieden werden. Die Dichtblütige-Betonie besitzt durch eine stark komprimierte Scheinähre, die Form der Blütenkrone, der dichten Behaarung, der allgemeinen Wuchsform als auch ihrer ökologischen und pflanzensoziologischen Einordnung viele einfache diagnostische Merkmale. Damit ist sie in der verwandtschaftlich komplexen Gattung der Betonien relativ leicht anzusprechen.

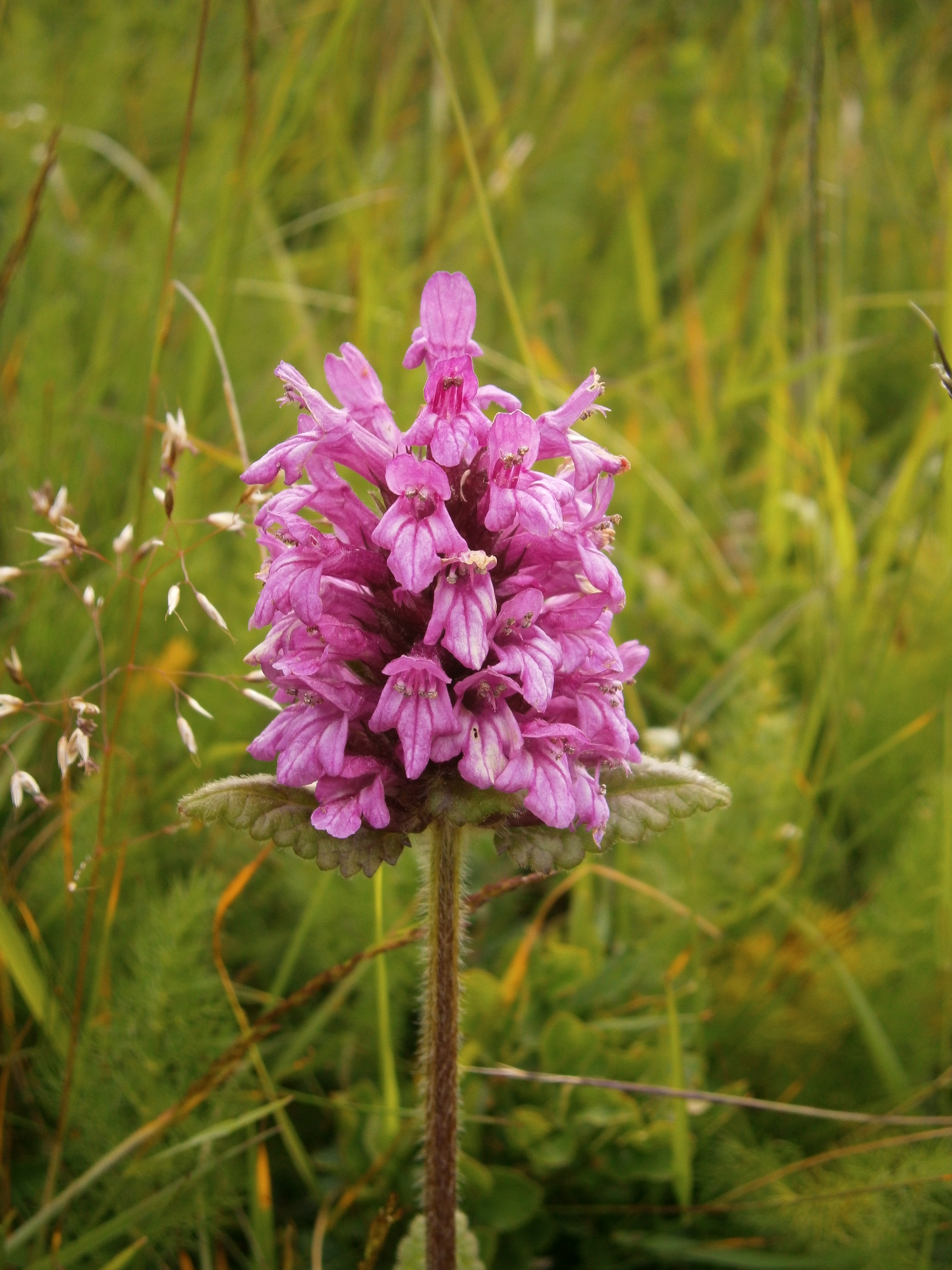
Blütenstand mit zygomorphen Blüten

### Vegetative Merkmale
Die Echte Betonie ist eine ausdauernde krautige Pflanze und erreicht Wuchshöhen von zumeist 10 bis 40  Zentimetern. Als Hemikryptophyt bildet sie ein unterirdisches, knotiges Rhizom als Überdauerungsorgan aus. Der Stängel wie die Laubblätter stehen in einer grundständigen Rosette zusammen und sind dicht und wollig behaart. Stängel aufrecht bis aufsteigend, besonders im oberen Teil dicht mit rückwärts gerichteten gelblichen Haaren (mehrzellige Gliederhaare, 1,5–3 mm) versehen. Rosettenblätter mit 2–15 cm langem Stiel. Stängelblätter beiderseits dicht besetzt mit mehrzelligen Gliederharen (1,5–3 mm), samtig weich, länglich, am Grunde herzförmig, stumpf kerbzähnig, mit Ausnahme der beiden obersten dicht unter der Scheinähre stehenden Blätter lang gestielt.
Die Kerben des Blattrands haben eine Breite von 2 bis 5 Millimetern.

### Generative Merkmale
Die Blütezeit reicht von Juli bis August, selten noch im September. Der Blütenstand ist eiförmig und aus zusammengesetzten Scheinquirlen in einer dicht stehenden Scheinähre aufgebaut. Der Blütenstand ist 3 bis 8 Zentimeter lang und etwa 3 Zentimeter dick. Die Hochblätter sind sitzend, die unteren 1 bis 2 Paare überragen die Blüten und sind gekerbt. Die oberen Hochblätter sind ganzrandig. Ein Scheinquirl besitzt etwa 8 bis 12 Blüten. Der Kelch ist 12–15 mm lang, netzförmig geadert, bis zur Basis transparent dünn, mit 4–5,5 mm langen sich allmählich in eine Granne verschmälernden Zähnen. Er ist im unteren Teil kahl. Die Krone ist 15–24 mm lang, karminrot und nur auf dem Rücken schwach behaart. Die Oberlippe ist ganzrandig und fast flach, die etwas längere Unterlippe hat 3 große abgerundete Lappen. Die Kronröhre ist innen völlig kahl und ohne Haarring. Die Teilfrüchte sind 3–3,5 mm lang sowie 1,5–2,5 mm breit. 
Die Chromosomenzahl beträgt 2n = 16.

## Taxonomie
Die Erstveröffentlichung von Betonica hirsuta erfolgte 1771 durch Carl von Linné in Mantissa plantarum, 2. Teil, S. 248. Das Linnésche Typusmaterial von Betonica hirsuta ist im Linnean Herbarium der Linnean Society of London hinterlegt.
Die Arten der Gattung Betonica wurden lange Zeit zur Gattung Stachys gestellt. Es gibt zahlreiche Synonyme für Betonica hirsuta L.: Betonica incana Miller, Stachys danicus Schinz & Thellung, Stachys densiflorus Bentham, Stachys monieri sensu P.W.Ball, Stachys pradica (Zanted.) Greuter & Pignatti. So wird die Dichtblüten-Betonie beispielsweise in der Flora Europaea (Band 3, 1972) noch als Stachys monieri (Gouan) P.W. Ball geführt, wie auch die Online-Datenbank der Flora Europaea der Art gleichfalls diesen taxonomischen Namen (Stand März 2015) zuweist.

## Vorkommen
Die Dichtblütige Betonie hat ihre Hauptverbreitung in den West- und Südalpen, sowie in den Gebirgen der Apenninhalbinsel. Auf der Apenninhalbinsel vom Monte Corno und den Abruzzen vereinzelt über die höchsten Gipfel der Apenninen bis zu den Seealpen, von diesen bis Savoyen und zur Westschweiz, dann sehr zerstreut durch die Südalpen bis zu den Karnischen- und Julischen Alpen. 
In Österreich kommt die Dichtblütige Betonie im südwestlichen Kärnten vor, nämlich in den Gailtaler Alpen und den Karnischen Alpen. In der Schweiz ist die Pflanze selten in den Lepontinischen Alpen (Cima, Bocchetta di Camedo und Bocchetta di Stagno im Misox, Monte Camoghè, Valle Morobbia, Val Cavargna, Valsolda, Monte Boglia), häufiger in den Westalpen. Im Unterwallis, östlich bis zu den Freiburger und Berner Alpen (bis zur Hochmatt und Schnett zwischen Saane und Abländschen).
In den Dolomiten ist sie in Blaugrasheiden des Seslerietetum (Seslerio-Caricetum sempervirens) mit dominanten Kalk-Blaugras (Sesleria caerulea) und Horst-Segge (Carex sempervirens) Charakterart. Aufgrund ihres Verbreitungsschwerpunkts gilt sie insgesamt als Insubrisches Floristisches Element. Frühere Fundortsangaben in den Pyrenäen und den nordspanischen Gebirgen der Iberischen Halbinsel beruhen nach Marianne Jeker auf Irrtümern.
Normalerweise endet das Vorkommen der Betonica officinalis in Mitteleuropa weit unterhalb einer Höhenlage von 1000 Metern, Betonica hirsuta kommt dagegen erst oberhalb 1200 Metern vor, geht aber im Gebirge noch über Höhenlagen von 2000 Metern. So steigt die Dichtblüten-Betonie im Tessin bis 2100, im Kanton Wallis bis 2400 m hoch.
In trockenen Mager- und Hochstaudenwiesen und Zwergstrauchheiden; vorzugsweise, aber nicht ausschließlich, auf Kalk. Die Dichtblütige Betonie gedeiht hauptsächlich in der subalpinen Höhenstufe in Höhenlagen von 1200 bis 2000 Metern, doch auch höher. Die Dichtblütige Betonie wird vom Vieh nicht verbissen und kann als schwacher Weidezeiger eingestuft werden.
Neben Magerstandorten wurde sie während pflanzensoziologischen Kartierungen zumeist in Lawinenrinnen oder länger schneebedeckten Mulden auf Kolluvialböden gefunden. In Österreich ist sie insbesondere an die Allermannsharnisch-Alpenmannstreu Gesellschaft (Allio victorialis-Eryngietum alpinae) im Verband der Adenostylion alliarion Hochstaudenfluren gebunden, die für die Karnischen-, südlichen Julischen- und Gailtaler Alpen nachgewiesen wurde. Sie tritt aber auch noch in artenreichen Goldschwingelrasen der Gailtaler Alpen auf.
Die ökologischen Zeigerwerte nach Landolt et al. 2010 sind in der Schweiz: Feuchtezahl F = 2+w (frisch aber mäßig wechselnd), Lichtzahl L = 3 (halbschattig), Reaktionszahl R = 3 (schwach sauer bis neutral), Temperaturzahl T = 2 (subalpin), Nährstoffzahl N = 2 (nährstoffarm), Kontinentalitätszahl K = 2 (subozeanisch).

## Nutzung als Zierpflanze

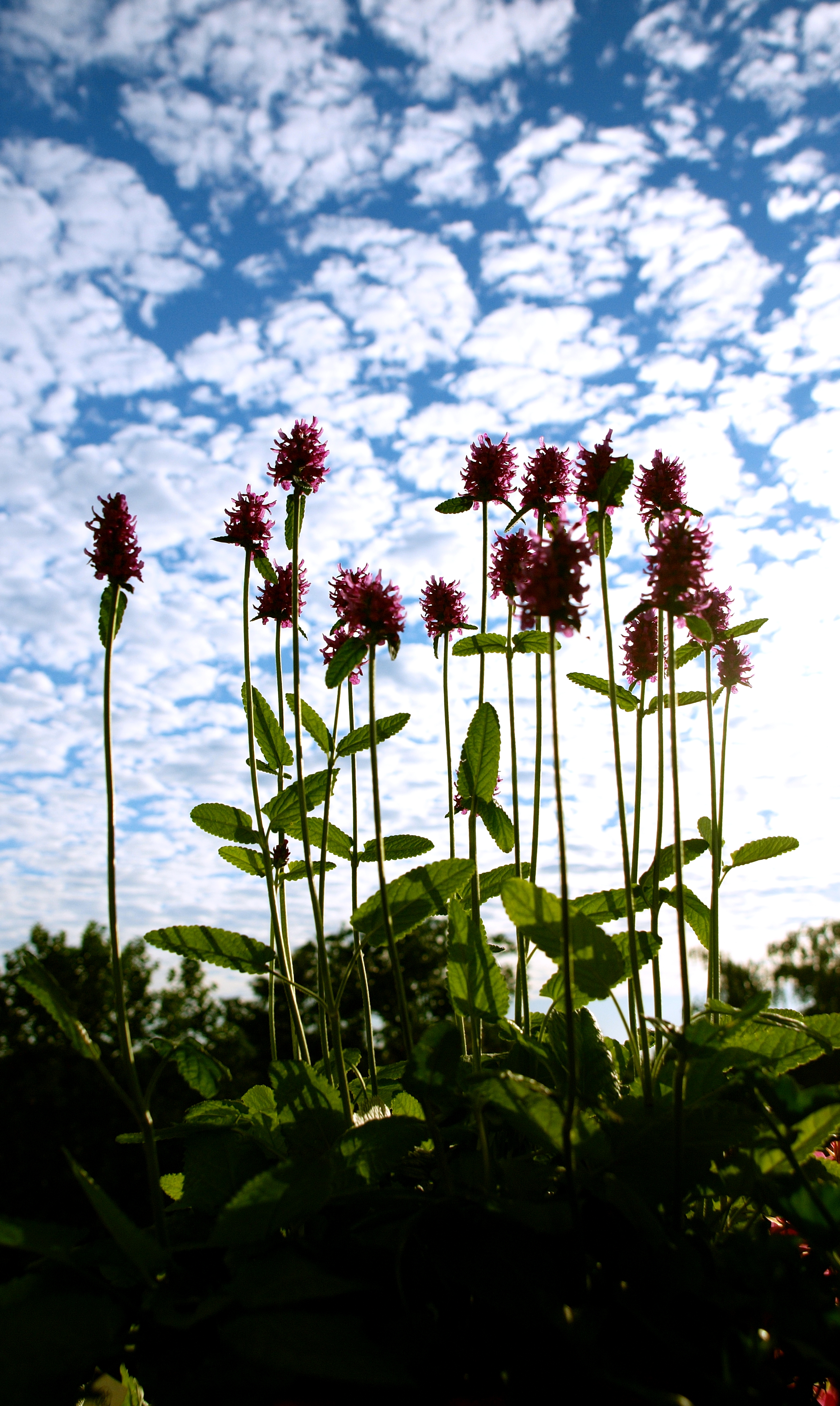
Kultursorte 'Hummelo'

Die Dichtblüten-Betonien als Zierpflanze in Parks und Gärten verwendet. Der Chicagoer Botanische Garten hatte in einem vergleichenden Sichtungstest gartenwürdiger Betonien und Zieste die Gartensorte ‘Hummelo’ der Dichtblüten-Betonie (Betonica hirsuta wird gärtnerisch zumeist als Stachys monieri ‘Hummelo’ vermarktet) wegen der attraktiven Blüten und langen Blütezeit als besonders empfehlenswert ausgezeichnet.
Die gärtnerische Selektionauslese der Sorte "Hummelo" geht auf Ernst Pagels zurück, einem der bekanntesten deutschen Staudenzüchter des 20. Jahrhunderts, der die Sorte nach der niederländischen Stadt Hummelo bei Bronckhorst benannte.